# San José Trujápam
San José Trujápam är en ort i Mexiko.   Den ligger i kommunen San Pedro y San Pablo Tequixtepec och delstaten Oaxaca, i den sydöstra delen av landet, 210 km sydost om huvudstaden Mexico City. San José Trujápam ligger 1 774 meter över havet och antalet invånare är 177.
Terrängen runt San José Trujápam är kuperad. Runt San José Trujápam är det mycket glesbefolkat, med 5 invånare per kvadratkilometer. Närmaste större samhälle är Zaragoza, 19,2 km öster om San José Trujápam. Trakten runt San José Trujápam består i huvudsak av gräsmarker.